# Rachel Louise Carson
Rachel Louise Carson (Springdale, Pennsylvania, 1907. május 27. – Silver Spring, Maryland, 1964. április 14.) amerikai tengerbiológus, ökológus, író. Föltételezik, hogy az ő írásainak hatására indult meg a nemzetközi környezetvédő mozgalom.
Pályafutását az 1950-es években biológusként kezdte az Amerikai Halászati és Vadászati Hatóság (USFWS) halászati irodájában, majd áttért az írásra. Második könyve, az 1951-ben megjelent The Sea Around Us fölkerült a sikerlistára, és ezzel meghozta az írónőnek a biztonságot és az elismerést. Sikerkönyv lett harmadik könyve, a The Edge of the Sea és első könyvének átdolgozott kiadása is. Tengeri trilógiája olvasmányosan meséli el, milyen is a tengeri élet a partokról a felszínen át a mélytengerig.

## Élete és munkája

### Gyermekkora és tanulmányai
Rachel Carson 1907-ben született egy kis családi farmon a Pennsylvania állambeli Springdale-ben. Nagyobb testvéreinek és neki is édesanyjuk tanította a természettudományt. Carson mohón olvasott, és fiatal korától tehetséges írónak tartották. Nyolcévesen kezdett történeteket írni, és ezekben gyakran állatokat is szerepeltetett. Első történetét tízéves korában adták ki. Legkedvesebb témája az óceán élete volt.
1929-ben diplomázott.

### Néma Tavasz

#### Kutatás és írás
Az USA 1957-ben kezdte el tűzhangyairtó programját, amelyben DDT-vel és más féregirtókkal kevert tüzelőolajat permeteztek repülőgépekről a földekre. Carson ennek hatására kezdte el tanulmányozni a rovarirtó szerek környezeti hatásait. A Néma Tavasz („Silent Spring”) névre keresztelt programban megpróbálta példákkal bizonyítani, hogy a DDT maradandó környezeti károkat okoz. Több újságírót és tudóst is felkért, hogy segítsenek neki.
1962-ben jelent meg a New Yorker hasábjain, amikor felkeltette a nemzet érdeklődését. Carson könyve indította el az ember és a természet viszonyának megváltozását, és hozta létre a környezettudatos közvéleményt. Felismerte és világgá kiáltotta, hogy növényvédő szereink felelőtlen használatával elszennyezzük környezetünket és lassan saját magunkat is megmérgezzük.
A DDT lehetővé tette, hogy a mezőgazdaság megszabaduljon a növénykártevőktől éppoly biztosan és alaposan, ahogyan az atombomba semmisítette meg Amerika ellenségeit, s gyökeresen megváltoztatta az ember és a természet küzdelmének esélyeit. A közvélemény szinte isteni bölcseknek látta és tekintette a hűvös és tiszta laboratóriumaikban szorgoskodó hófehér köpenybe öltözött vegyészeket, s munkájuk eredményeként a bőkezű és áldásos ajándék ragyogásával aranyozta be.
Carson olyan kívülálló, aki soha nem tartozott a tudományos körökhöz, elsősorban azért mert nő volt, másodsorban pedig azért, mert választott területe, a biológia nem örvendett túl nagy megbecsülésnek az atomenergia korszakában.
Rachel Carson a természetkutató mozgalom lelkes tagjával, édesanyjával fedezte fel az eleven világ szépségeit. Szegénységgel terhelt és családi viszálykodástól lármás gyermekkora nem telt magányosan. Szeretett olvasni, és félreismerhetetlen tehetséget mutatott az írás terén. Ösztöndíjak jóvoltából folytathatta tanulmányait a Woods Hole Biological Laboratoryban, ahol beleszeretett a tenger tanulmányozásába, valamint a Johns Hopkins Universityn, ahol a maroknyi tengerbiológus nő egyike lett.
Kisgyermekkorától kezdve érdekelte a Föld beláthatatlan múltba vesző története, elbűvölte a korszakok ritmusa, a hajdani óceánok és az élet ősi formái. Ökológus volt, akit lenyűgöz az élővilág kusza szövedéke, és a fajok egymásba fonódó kapcsolatai, de nem hagyta figyelmen kívül a nagy egész egységes szemléletét sem, pedig abban az időben még nem volt tudományosan elismert ez a fajta megközelítés.
Nem emberi szemszögből próbálta vizsgálni és megérteni a tengert, s ez a törekvés végül első műve, az Under The Sea Wind megírásához vezetett. A könyv főszereplője egy hétköznapi tengeri madár, a fehér fövenyfutó, amelynek ősi ösztönök vezérelte életciklusa az árapály ritmusához, a táplálék felkutatásához, s a Patagónia és az északi sarkkör közötti vándorláshoz igazodik.
Carson kezdettől fogva hangsúlyozta a más életformákkal való, mélyen átérzett rokonságát, s ezt próbálta megértetni és megéreztetni olvasóival is.
A környezetszennyezés kérdésével élete meghatározó fontosságú szakaszában szembesült. 10 évébe került, hogy átfogó képet szerezzen az oceanográfiai kutatások eredményeiről, de kitartása végül is gyümölcsözőnek bizonyult. Egyik napról irodalmi elismertségre tett szert, amikor a The Sea Around Us' című könyve 1951-ben folytatásokban megjelent. És hamarosan a következő The Edge Of The Sea révén Carson az Egyesült Államok legjobb és legismertebb tudományos írója lett.
A kétségektől gyötört világban Carson hangja hiteles volt és megnyugtató.
Valahányszor a nyilvánosság előtt beszélt, kitért a vészjósló, új jelenségek ismertetésére: „A hatalmától megrészegült emberiség – minden jel szerint egyre tovább és tovább merészkedik a saját maga és az egész bolygó megmérgezéséhez vezető kísérletei által.” Tartott attól, hogy a technológia jóval gyorsabban fejlődik, mint az emberiség felelősségérzete.
A Néma tavasz nyughatatlan lelkiismeretének alkotása, megkérdőjelezte a bölcsességét annak a kormányzatnak, amely megengedte, hogy mérgező vegyszerekkel árasszák el a természeti környezetet, még mielőtt megismerkedtünk volna használatuk hosszú távú következményeivel.
Olyan nyelven írt, amelyet mindenki megérthetett, és okosan alkalmazta a radioaktív szennyezés ekkorra már közismert fogalmait. A kormányzat tudatlansága, mohósága és hanyagsága tette lehetővé, hogy mérgező és biológiailag aktív anyagok minden feltétel és kikötés nélkül kerülhessenek olyan emberek kezébe, akik a legkisebb mértékben sincsenek tisztában azok veszélyességével, s a közvélemény időnkénti felzúdulásakor pedig a féligazságok nyugtató piruláit veti be, s nem hajlandó felelősséget vállalni a károkért, vagy egyáltalán tudomásul venni a bizonyítékokat.
„A megmaradás kötelessége feljogosít bennünket az igazság megismerésére.” Az emberi lények nem a természet urai, hanem csupán részei annak, a részek fennmaradásához pedig az egésznek kell épnek és egészségesnek maradnia. Tiltakozott az ellen, hogy az emberiség egész természeti környezetét elárasszák olyan anyagokkal, amelyek felhalmozódnak a növények, állatok és emberek testszöveteiben, s megváltoztathatják a szervezet genetikai tulajdonságait is. Azzal érvelt, hogy az emberi test folyamatos kölcsönhatásban áll környezetével, s így ki van téve a környezetben felhalmozódott mérgező anyagok hatásának is. A veszélyeztetettség mértéke nem ellenőrizhető, a tudósok és kutatók pedig képtelenek pontosan megjósolni az élő szövet sejtjeiben felhalmozódó mérgek hosszú távú hatásait.
A Néma tavasz nyilvánvalóvá tette, hogy testünk felülete nem áthatolhatatlan védfal, az emberi szervezet nem bevehetetlen erőd. Bolygónk kémiai elszennyezése hatással van ránk fogantatásunk pillanatától kezdve egészen halálunkig. Növények, állatok és emberek között szorosabb a rokonság, mint amekkorák látszólagos különbözőségeik. Carson hitte, hogy az ember egészségi állapota végső soron tükrözi a környezet egészségét vagy megbetegedéseit.
1962-ben azonban a milliárd dolláros forgalmú vegyipar úgy gondolta, nem tűri tovább, hogy egy nő, akinek még PhD-fokozata sincs és csak lírai hangvételű könyveiről ismeretes, továbbra is rongálja a nyilvánosság bizalmát termékei iránt és folyamatosan megkérdőjelezze tisztességes szándékait.
Úgy érezték, hogy Carson egy hisztérikus nőszemély, akinek riasztó látomásaival nemigen kell törődni, s ha szükséges, tanácsos elhallgattatni is. Amolyan nyuszikás-törpepapagájos néninek tartották, olyasfajtának, aki macskákat tart, s véleménye már csak azért is gyanús. Romantikus lelkületű vénkisasszonynak, aki egyszerűen túllihegi a genetikai problémákat-, röviden úgy ítélték meg, hogy Carson kissé a vetésbe tévedett, túllépte neme, képesítése korlátait és határait.
250 ezer dollárt költöttek arra, hogy hiteltelennek állítsák be kutatásait, és minél jobban befeketítsék olvasói előtt. A kormányzatban és a vegyipar irányító posztjain ülő ócsárlói nem tudták, hogy Carsonnak egy náluk is hatalmasabb ellenséggel, a gyorsan súlyosbodó mellrákkal is harcolnia kell. Már az is csoda, hogy egyáltalán képes volt befejezni a könyvet annak dacára, hogy amint mondogatta betegségek egész katalógusától szenvedett. Nem törődött a vegyipar rágalmaival. Energiáit arra kellett összpontosítani, hogy életben maradjon és tanúságot tegyen a maga igazáról. Eltökélte, hogy nem hagy nyugtot ellenfeleinek, s bölcsen és méltósággal tette amit elhatározott. A Néma Tavasz felkeltette John F. Kennedy elnök figyelmét is, majd hamarosan szövetségi és állami szintű vizsgálatok indultak Carson állításainak ellenőrzésére. Carson tudta, hogy egyetlen könyv nem képes megfékezni a kapitalista rendszer mohóságának és kíméletlenségének lendületét, ám hívó szavára mozgalmak indultak, s az emberek széles tömegei kezdték követelni a tudomány és a kormányzat felelősségre vonását.
Tudta, hogy az általa felvetett problémák nem oldhatók meg sem könnyen, sem pedig gyorsan, s hogy a jóléti társadalmak csak vonakodva hoznak áldozatokat másokért.
A felhalmozódott DDT-t azóta megtalálták madarak és halak májában a legtávolabbi óceáni szigeteken is, és a Föld minden táján a szoptató anyák tejében. Annak ellenére, hogy évtizedek óta egyre erősödik az emberek környezettudatossága, és egyre hevesebbek az esetenkénti tiltakozások, s noha Rachel Carson apokaliptikus kiáltása felhívta az amerikaiak figyelmét a mérgező vegyszerek veszélyeire, a növényvédő szerek használatának korlátozására irányuló törekvések máig eredménytelenek. A globális elszennyeződés a modern életforma egyik legsúlyosabb problémája maradt.

Rachel Carson öröksége nem csak az élet, de az emberi szellem és kultúra jövőjéről is szól. Szembesít bennünket a bolygó kémiai elszennyezésével és arra szólít fel, hogy vessünk véget mohóságunknak.

Rá kellett ébrednie, hogy a tudósok két, alapvetően eltérő szemléletű csoportba sorolhatók: egyesek tudomást sem vettek a lehetséges veszélyekről, mások viszont hajlandóak voltak a környezeti hatásokat megvizsgálni.
A Nemzeti Egészségügyi Könyvtár (United States National Library of Medicine) és a Nemzeti Egészségvédő Intézet (National Institute of Health) kutatóival dolgozott a vegyszerek rákkeltő hatását vizsgálta. Különösen sok segítséget kapott Wilhelm Huepertől, a Nemzeti Rákkutató Intézet (National Cancer Institute) kutatójától, aki sok rovarirtót rákkeltő anyagnak minősített. Az intézet könyvtárosa, Jeanne Davis Dorothy Algire segítségével Carson további bizonyítékot talált a rovarirtó szerek rákkeltő hatására. Számos bizonyítékot gyűjtött össze a szintetikus féregirtók sorának a mérgező voltáról, bár a következtetések részben ellentmondásosak voltak.
1960-ra gyűjtötte össze a szükséges kutatási anyagot, és ekkor gyors írásba kezdett. Nemcsak a szakirodalmi eredményeket tekintette át, de bemutatott több száz olyan egyedi esetet is, amelyekben a növényvédő szerek embereket betegítettek meg vagy környezeti károkat okoztak. A programmal nevével azonos című fő művét, a Néma tavaszt csak 1962-ben fejezte be, mert betegsége mind jobban hátráltatta. A mű fő jóslata, azt hogy a megcélozott kártevők ellenállóvá válnak a rovarirtó szerekkel szemben, miközben azok meggyengítik az ökológiai rendszereket. A leghatározottabban elutasította, hogy megpróbáljuk „leigázni a természetet”, tiltakozott a mérgező anyagok nyakló nélküli kibocsátása ellen. Állította, hogy az így okozott veszély mértéke számíthatatlan, és a tudósok képtelenek megjósolni, mik az élő sejtekben felhalmozódó mérgek hosszú távú hatásai.
A könyv tudományos fejezeteinek a többségét az adott szakterületek kiváló tudósai lektorálták; Carsont a szakma jelentős része erősen támogatta.
1964 januárjában a ráktól legyöngült Carsont egy vírustól felső légúti hurutot kapott. Állapota egyre romlott, és februárban kiderült, hogy vérszegénységben is szenved, majd a rák márciusban elérte a máját. 1964. április 14-én szívrohamban vesztette életét.
Carson munkája erőteljesen hatott a környezeti mozgalmakra. Sokan a Néma Tavasz megjelenését tekintik mind a civil, mind az állami környezetvédelem kezdetének.
A mű közvetlen hatásaként az Egyesült Államokban, majd a világ legtöbb országában betiltották DDT használatát. A DDT elleni hadjárat első jelentős lépése 1967-ben az USA Környezetvédelmi Alapítványa (Environmental Defense Fund) megalapítása volt. Közvetett eredményének tekintik a Föld napjának megünneplését, a környezetvédelem törvényekbe iktatását, állami intézményeinek megalakítását.

## Munkáinak listája
- Under the Sea Wind, 1941, Simon & Schuster, Penguin Group, 1996, ISBN 0-14-025380-7
- The Sea Around Us, 1951, Oxford University Press, 1991, ISBN 0-19-506997-8
- The Edge of the Sea, 1955, Mariner Books, 1998, ISBN 0-395-92496-0
- Silent Spring, Houghton Mifflin, 1962, Mariner Books, 2002, ISBN 0-618-24906-0
  - Silent Spring initially appeared serialized in three parts in the 16 June, 23 June, and 30 June 1962 issues of The New Yorker magazine
- The Sense of Wonder, 1965, HarperCollins, 1998: ISBN 0-06-757520-X published posthumously
- Always, Rachel: The Letters of Rachel Carson and Dorothy Freeman 1952–1964 An Intimate Portrait of a Remarkable Friendship, Beacon Press, 1995, ISBN 0-8070-7010-6 edited by Martha Freeman (granddaughter of Dorothy Freeman)
- Lost Woods: The Discovered Writing of Rachel Carson, Beacon Press, 1998, ISBN 0-8070-8547-2

A „The Sea Around Us” c. műve alapján forgatott film 1953-ban a dokumentumfilm kategóriában Oscar-díjat kapott.

### Kapcsolódó szervezetek
- The Rachel Carson Council
- The Rachel Carson Homestead
- Silent Spring Institute
- Rachel Carson Trails Conservancy
- Rachel Carson Institute

### Kritika
- Rachel Was Wrong Archiválva 2010. december 31-i dátummal a Wayback Machine-ben – egy Carson-ellenes honlap az Competitive Enterprise Institute
- Silent Spring 40-nél: Rachel Carson klasszikusa nem öregszik jól Reason Online, 2002. június 12.

## Magyarul megjelent művei
- Néma tavasz; ford. Makovecz Benjámin; Katalizátor Iroda, Bp., 1994 (Rejtett dimenziók)
- Néma tavasz; ford. Makovecz Benjámin; 2. bőv., jav. kiad.; Katalizátor, Páty, 2007